# Ezequiel Carrera
Ezequiel Manuel Carrera Reyes (Güiria, Estado Sucre, Venezuela, 11 de junio de 1987) es un jugador de béisbol profesional que juega en Cardenales de Lara.

## Carrera profesional
Carrera tiene muy buena velocidad y obtiene la base a menudo. Su desventaja es su falta de poder, aunque trae una gran cantidad de carreras.

### Mets de Nueva York
Carrera firmó con los Mets de Nueva York como agente libre el 4 de abril de 2005. Pasó la temporada 2005 en la Liga de Verano Venezolana y bateó .227 con 8 carreras impulsadas y 19 carreras anotadas en 45 juegos.
En 2006 bateó .301 con 1 jonrón, 19 empujadas, 41 anotadas y 22 bases robadas en 57 juegos en la Liga de Verano de Venezuela. Se fue 4-de-5 con 2 anotadas, una impulsada y una base robada el 2 de junio.
Empezó y pasó la mayor parte de la temporada de 2007 con los GCL Mets de la Gulf Coast League, pero también jugó con Brooklyn Cyclones de la New York-Pennsylvania League de la Clase A temporada corta. Bateó para un promedio de .329 entre los dos clubes con 82 hits, 10 dobles, tres triples, uno cuadrangulares, 32 carreras impulsadas y 22 bases robadas.
En 2008 pasó la temporada con la Clase A Avanzada (Fuerte) con el equipo St. Lucie Mets, donde se desempeñó como el primer bate primaria y ocupa el cuarto lugar en la Liga Estatal de Florida con 28 bases robadas.

### Seattle Mariners
Los Mets cambiaron a Carrera junto con Endy Chávez, Aaron Heilman, Mike Carp, y Jason Vargas a los Marineros de Seattle en un acuerdo de 12 jugadores el 10 de diciembre de 2008.
Carrera tuvo una temporada 2009 con un promedio de bateo .337 con 2 cuadrangulares, 38 carreras impulsadas y 27 robos para la Doble A con el equipo West Tenn Diamond Jaxx de la Southern League. Se llamó a la Liga del Sur mitad de temporada Equipo de las Estrellas el 29 de junio Fue colocado en la lista de lesionados el 9 de julio con una lesión en el pulgar derecho. Fue reincorporado el 1 de agosto. Carrera y su compañero de equipo Greg Halman fueron seleccionados para la Liga del Sur Postemporada Equipo de las Estrellas 2009, votada por los gerentes de campo de la liga, las emisoras de radio y los medios impresos. Carrera presentó una mitad de la temporada de las Estrellas de selección, así lidera la liga en promedio de bateo.

### Indios de Cleveland
El 26 de junio de 2010, Carrera fue traspasado a los Indios de Cleveland junto con Juan Díaz, a cambio de Russell Branyan.
Carrera fue llamado por los indios el 20 de mayo de 2011. Hizo su debut en las mayores de esa noche como bateador emergente. se convirtió en el Venezolano N.º 262 en las Grandes Ligas, que llegó a la primera base con seguridad con un toque de arrastre, la conducción en la carrera de la victoria en la octava entrada.
Carrera fue enviado de vuelta a Triple A con el equipo Columbus Clippers el 26 de mayo de 2011. En una serie de retiros y opciones, jugó 68 juegos de la temporada 2011 con los Indios, con un promedio de bateo .243 con 14 carreras impulsadas y 10 bases robadas.

### Philadelphia Phillies
Carrera fue reclamado por los Filis de Filadelfia el 2 de abril de 2013. Los Filis posteriormente designaron a Carrera como agente libre el 30 de abril con el fin de activar Delmon Young de la lista de lesionados de 15 días.

### Segunda temporada con los Indios de Cleveland
Carrera fue reclamado de waivers, por los indios el 2 de mayo de 2013. Apareció en dos juegos antes de ser designado como agente libre de nuevo el 5 de mayo de 2013.

### Tigres de Detroit
Carrera firmó un contrato de ligas menores con los Tigres de Detroit en diciembre de 2013. Hizo su debut con Los Tigres el 1 de agosto de 2014. Durante la temporada de 2014, obtuvo un promedio de bateó .261 con 2 carreras impulsadas en 45 juegos. El 20 de noviembre de 2014, fue designado como agente libre por los Tigres. Se negó su misión de ligas menores, y elegido para convertirse en agente libre.

### Toronto Blue Jays
El 3 de diciembre de 2014, Carrera firmó un contrato de ligas menores con los Azulejos de Toronto. Inició la temporada con el equipo de la Triple A Buffalo Bisons, y fue promovido a las Grandes Ligas el 2 de mayo de 2015. El 1 de agosto, fue designado para asignación. Se aclaró renuncias y se outrighted a 'Buffalo Bisons' el 3 de agosto. El 17 de agosto, fue llamado de nuevo por los Azulejos. Permaneció con el equipo hasta el final de la temporada regular, y terminó el año con un promedio de bateo de .273, 3 jonrones y 26 carreras impulsadas en 91 juegos.
El 30 de marzo de 2016, el mánager John Gibbons anunció que Carrera abriría la temporada 2016 con los Azulejos como cuarto jardinero. Conectó cuatro hits en un mismo juego por primera vez en su carrera el 23 de abril, para ayudar a los Azulejos a una victoria de 9-3 sobre los Atléticos de Oakland. El 12 de septiembre, conectó un cuadrangular solitario para dar a los Azulejos una ventaja de 3-2 sobre los Rays de Tampa Bay, que no perderían. Jugó en un récord personal de 110 partidos de temporada regular en 2016, con un promedio de bateo .248 con 6 jonrones y 23 carreras impulsadas.
El 12 de enero de 2017, Carrera evitó el arbitraje salarial con los Azulejos acordando un año por $ 1,1625 millones.

### Atlanta Braves
El 13 de marzo de 2018, Carrera fue firmado por los Bravos de Atlanta a un contrato de ligas menores, incluyendo una invitación a los entrenamientos primaverales.

### Navegantes del Magallanes
En Venezuela jugó hasta la temporada 2015-2016 con los Navegantes del Magallanes. Al concluir la misma, fue traspasado a los Tigres de Aragua en un cambio por el receptor Josmil Pinto. Carrera regresó brevemente con los turcos en la temporada 2020-21, donde en ese mismo año llegó a Cardenales de Lara pero solo en la final. Carrera es actualmente el líder en bases robadas de todos los tiempos del equipo Magallanes con 69 robos.
El 12 de enero de 2017, Carrera evitó el arbitraje salarial con los Azulejos acordando un año por $ 1,1625 millones.